# 许以超
许以超（1933年—），男，浙江杭州人，中国数学家，曾任中国科学院数学研究所研究员、博士生导师，中国数学会理事。